# Baller
Baller è un singolo del duo musicale austriaco Abor & Tynna, pubblicato il 24 gennaio 2025 come ottavo estratto dal primo album in studio Bittersüß.

## Descrizione
Baller è stata scritta e composta dal duo stesso insieme ad Alexander Hauer, quest'ultimo responsabile anche della produzione. Il brano, che si sviluppa in uno stile elettropop, affronta la fine di una relazione amorosa; la cantante Tynna dà voce ai suoi sentimenti, dichiarando il proprio distacco definitivo dall'ex partner, sebbene non possa fare a meno di provare una lieve tristezza nel vederlo di nuovo.

## Promozione
Il singolo, registrato in tedesco, è stato rivelato il 22 febbraio 2025 come una delle 14 proposte semifinaliste per Chefsache ESC 2025 - Wer singt für Deutschland?, la selezione tedesca per l'Eurovision Song Contest 2025.
Dopo aver superato i quarti di finale e la semifinale, il 1° marzo 2025 Abor & Tynna si sono esibiti nella finale con una cover di Bang Bang, nella versione di Nancy Sinatra, e con Baller, ottenendo il favore della giuria e accedendo così alla superfinale. Successivamente sono stati sottoposti al voto del pubblico, che li ha premiati con il primo posto, permettendogli di rappresentare la Germania sul palco eurovisivo di Basilea. È la prima volta dal 1998 che la Germania presenta una canzone cantata interamente in tedesco all'Eurovision.

## Accoglienza
Baller ha ricevuto recensioni generalmente positive da parte della critica specializzata.
Stefan Raab, ideatore e giudice di Chefsache ESC 2025, ha lodato il brano per il suo stile "onomatopeico", paragonando inoltre Tynna a un "Udo Lindenberg al femminile".
Volker Probst di n-tv ha descritto la canzone come un "tormentone", mentre l'Agence France-Presse ha evidenziato come, in un contesto geopolitico turbolento, la scelta di Abor & Tynna si allinei perfettamente con il motto dell'Eurovision Song Contest, United by Music.
In un articolo per il Frankfurter Allgemeine Zeitung, Peter-Philipp Schmitt ha definito Baller una traccia elettropop dal ritornello incalzante, che la rende "[tanto] accattivante [quanto] estremamente moderna".

## Video musicale
Per Baller sono stati pubblicati due videoclip ufficiali. Il primo, girato a Berlino dal regista Roberto Brundo, ha avuto la sua anteprima il 24 gennaio 2025 sul canale YouTube del duo; si tratta di un videoclip condiviso con il brano Songs gehasst, in cui Baller inizia al minuto 3:27. Le riprese si concentrano esclusivamente su Tynna, protagonista in una serie di ambientazioni: in alcune scene si esibisce davanti a un magazzino, in altre posa durante uno shooting fotografico, per poi emergere in sequenze in bianco e nero che richiamano l'atmosfera dei vecchi filmati amatoriali.
L'8 maggio 2025 è stato pubblicato su YouTube un videoclip autonomo per Baller, diretto dalla regista berlinese Anastasja Black. Quest'ultimo alterna scene di una festa a riprese in bianco e nero di Tynna che interpreta il brano davanti a uno sfondo nero. Nel video compare quasi unicamente la cantante, dove viene mostrata in fuga dai suoi demoni, rappresentati da figure grottesche e simboliche; suo fratello Abor appare solo brevemente all'inizio, mentre le porge una bottiglia di alcol.

## Tracce
Testi e musiche di Attila "Abor" Bornemisza, Tünde "Tynna" Bornemisza e Alexander Hauer.
1. Baller – 2:39

## Formazione
- Tynna – voce
- Abor – violoncello
- Alexander Hauer – produzione, missaggio
- Ludwig Maier – mastering

## Classifiche
| Classifica (2025) | Posizione massima |
| ----------------- | ----------------- |
| Austria           | 3                 |
| Finlandia         | 9                 |
| Germania          | 3                 |
| Grecia            | 3                 |
| Irlanda           | 31                |
| Islanda           | 12                |
| Israele           | 89                |
| Lettonia          | 1                 |
| Lituania          | 1                 |
| Lussemburgo       | 4                 |
| Norvegia          | 37                |
| Paesi Bassi       | 26                |
| Polonia           | 10                |
| Regno Unito       | 34                |
| Spagna            | 76                |
| Svezia            | 14                |
| Svizzera          | 5                 |